# Чиннов, Игорь Владимирович
И́горь Влади́мирович Чи́ннов (1909—1996) — русский поэт.

## Биография
Родился в городе Туккум Курляндской губернии в семье следователя Владимира Алексеевича Чиннова (1874—1935) и Александры Дмитриевны, урождённой фон Цвейгберг (двоюродной сестры П. Якубовича-Мельшина). В 1914—1922 семья Чинновых жила в России, затем вернулась в Латвию.
Учился в Рижской городской русской средней школе, где учились также писатель Леонид Зуров, гроссмейстер, чемпион Латвии по шахматам Владимир Петров, скульптор Лев Буковский и другие известные личности. Окончил юридический факультет Рижского университета (1939), работал юридическим консультантом. Опубликовал первые стихи в журнале «Числа» (1933).
В годы немецкой оккупации был депортирован из Латвии в Германию на принудительные работы, после освобождения был зачислен в американскую армию, служил во Франции. Демобилизовавшись в 1946 году, поселился во Франции.
В 1948 году был посвящен в масоны в русской парижской ложе «Астрея» № 500 Великой ложи Франции.
В 1950 году в Париже вышла его первая книга стихов.
В 1953 году переехал в Мюнхен, где работал в русской редакции радиостанции «Освобождение» (позднее «Свобода»). С 1962 года — в США, профессор русского языка и литературы Канзасского университета (до 1968 года), затем Питтсбургского университета и университета Вандербильта в Нэшвилле (до 1976 года). В 1977 году вышел в отставку и поселился во Флориде.
С 1991 года стал печататься в СССР, а затем в России. В 1992 и 1993 годах приезжал в Россию.
Согласно завещанию, его прах захоронен в Москве на Ваганьковском кладбище. Его архив хранится в Институте мировой литературы РАН, в кабинете литературы русского зарубежья им. И. В. Чиннова.

## Творчество
На раннее творчество Чиннова оказала влияние поэтика «парижской ноты». Для зрелого периода характерна большая формальная изысканность (эксперименты с дольниками, неклассическими сочетаниями силлабо-тонических размеров) и музыкальность стиха, сюрреалистические образы. Некоторыми критиками признавался «первым поэтом русской эмиграции» после смерти Георгия Иванова.
Поэтическая сила стихов Чиннова прежде всего в ритмической музыкальности, сменах метра и разнообразии повторов.

## Издания
- Монолог: Стихи. — Париж: Рифма, 1950. — 48 с.
- Линии: 2-я кн. стихов. — Париж: Рифма, 1960. — 63 с.
- Метафоры. — Нью-Йорк: Новый журнал, 1968. — 56 с.
- Партитура. — Нью-Йорк: Новый журнал, 1970. — 64 с.
- Композиция: 5-я кн. стихов. — Париж: Рифма, 1972. — 123 с.
- Пасторали. — Париж: Рифма, 1976. — 112 с.
- Антитеза: 7-я кн. стихов / Худож. Л. Романова. — Колледж Парк (США): Изд. Славянского ф-та ун-та в Мериленде, 1979. — 114 с.
- Автограф: 8-я кн. стихов. — Holyoke: New England Publ. Co., 1984. — 102 с.
- Загадки бытия. — М.: Христианское издательство, 1998.
- Собрание сочинений: В 2 т. / Сост., подгот. текста, вступ. ст., коммент. О. Ф. Кузнецовой. — М.: Согласие, 2000.
  - Т. 1.: Стихотворения. — 576 с.
  - Т. 2.: Стихотворения 1985—1995. Воспоминания. Статьи. Интервью. Письма. — 352 с.
- Письма запрещенных людей: Литература и жизнь эмиграции, 1950—1980-е г.: По материалам архива И. В. Чиннова. — М.: ИМЛИ РАН, 2003.— 830, [1] с.: факс.— ISBN 5-9208-0149-2